# Get Some Go Again
Get Some Go Again (reso graficamente come Get Some -> Go Again) è il sesto album in studio del gruppo musicale statunitense Rollins Band, pubblicato il 29 febbraio 2000 dalla DreamWorks Records.

## Tracce
Testi e musiche di Henry Rollins, Jim Wilson, Marcus Blake e Jason Mackenroth, eccetto dove indicato.
1. Illumination – 4:11
2. Get Some Go Again – 2:12
3. Monster – 3:03
4. Love's So Heavy – 3:53
5. Thinking Cap – 4:11
6. Change It Up – 3:03
7. I Go Day Glo – 1:45
8. Are You Ready? – 2:43 (Brian Downey, Scott Gorham, Phil Lynott, Brian Robertson)
9. On the Day – 3:44
10. You Let Yourself Down – 2:46
11. Brother Interior – 5:39
12. Hotter and Hotter – 3:50 (Henry Rollins, Jim Wilson, Marcus Blake e Jason Mackenroth, Wayne Kramer)
13. L.A. Money Train – 14:13

## Classifiche
| Classifica (2000) | Posizione massima |
| ----------------- | ----------------- |
| Australia         | 40                |
| Germania          | 60                |
| Stati Uniti       | 180               |